# Platyzosteria similis
Platyzosteria similis är en kackerlacksart som beskrevs av Karlis Princis 1954. Platyzosteria similis ingår i släktet Platyzosteria och familjen storkackerlackor. Inga underarter finns listade i Catalogue of Life.